# Mediorhynchus murtensis
Espèce
Mediorhynchus murtensis est une espèce d'acanthocéphales de la famille des Gigantorhynchidae. C'est un parasite digestif d'oiseaux découvert en Suède.